# والرچین
والرچین (به لاتین: Walercin) یک روستا در لهستان است که در گمینا دنبه ویلکیه واقع شده‌است.